# Bailey (Texas)
Bailey è un centro abitato degli Stati Uniti d'America, situato nella contea di Fannin dello Stato del Texas.
La popolazione era di 289 persone al censimento del 2010.

## Geografia fisica
Bailey è situata a 33°26′03″N 96°09′55″W (33.434279, -96.165364).
Secondo lo United States Census Bureau, ha un'area totale di 0,4 miglia quadrate (1,0 km²).

## Società

### Evoluzione demografica
Secondo il censimento del 2000, c'erano 213 persone, 80 nuclei familiari e 60 famiglie residenti nella città. La densità di popolazione era di 532,2 persone per miglio quadrato (205,6/km²). C'erano 98 unità abitative a una densità media di 244,9 per miglio quadrato (94,6/km²). La composizione etnica della città era formata dal 90,61% di bianchi, lo 0,94% di nativi americani, lo 0,47% di asiatici, il 4,69% di altre razze, e il 3,29% di due o più etnie. Ispanici o latinos di qualunque razza erano il 10,80% della popolazione.
C'erano 80 nuclei familiari di cui il 40,0% aveva figli di età inferiore ai 18 anni, il 57,5% erano coppie sposate conviventi, l'8,8% aveva un capofamiglia femmina senza marito, e il 25,0% erano non-famiglie. Il 23,8% di tutti i nuclei familiari erano individuali e l'8,8% aveva componenti con un'età di 65 anni o più che vivevano da soli. Il numero di componenti medio di un nucleo familiare era di 2,66 e quello di una famiglia era di 3,15.
La popolazione era composta dal 29,1% di persone sotto i 18 anni, il 12,2% di persone dai 18 ai 24 anni, il 25,8% di persone dai 25 ai 44 anni, il 23,5% di persone dai 45 ai 64 anni, e il 9,4% di persone di 65 anni o più. L'età media era di 33 anni. Per ogni 100 femmine c'erano 102,9 maschi. Per ogni 100 femmine dai 18 anni in giù, c'erano 96,1 maschi.
Il reddito medio di un nucleo familiare era di 42.292 dollari, e quello di una famiglia era di 42.500 dollari. I maschi avevano un reddito medio di 40.417 dollari contro i 25.417 dollari delle femmine. Il reddito pro capite era di 26.677 dollari. Circa il 19,7% delle famiglie e il 21,4% della popolazione erano sotto la soglia di povertà, incluso il 36,0% di persone sotto i 18 anni di età e il 13,3% di persone di 65 anni o più.